# John McCrea (attore)
John McCrea (Aldershot, 10 ottobre 1992) è un attore britannico.

## Biografia
John McCrea è nato e cresciuto ad Aldershot e ha studiato recitazione alla Sylvia Young Theatre School di Londra. Attivo in campo televisivo dal 2004, nel 2017 ha fatto il suo debutto sulle scene interpretando il protagonista nel musical Everybody's Talking About Jamie al Crucible Theatre di Sheffield; nello stesso anno il musical è stato riproposto sulle scene del West End londinese e per la sua interpretazione ha ricevuto una candidatura al Laurence Olivier Award al miglior attore in un musical.
Sempre nel 2017 ha fatto il suo esordio cinematografico nel film La terra di Dio - God's Own Country, a cui sono seguite apparizioni dei film Crudelia, She Will e Tutti parlano di Jamie, adattamento del musical Everybody's Talking About Jamie. In campo televisivo ha recitato anche in diverse serie televisive, tra cui New Tricks - Nuove tracce per vecchie volpi, Giri / Haji - Dovere / Vergogna e Dracula. Nel 2022 è tornato sulle scene londinesi nel dramma di Jeremy O. Harris Daddy: A Melodrama, in scena all'Almeida Theatre, mentre nel 2023 ha interpretato il protagonista nel musical Cabaret nel West End e ha recitato nel film Femme.

### Vita privata
McCrea è dichiaratamente gay.

## Filmografia (parziale)

### Cinema
- La terra di Dio - God's Own Country (God's Own Country), regia di Francis Lee (2017)
- Crudelia (Cruella), regia di Craig Gillespie (2021)
- Tutti parlano di Jamie (Everybody's Talking About Jamie), regia di Jonathan Butterell (2021)
- She Will, regia di Charlotte Colbert (2021)
- Femme, regia di Sam H. Freeman e Ng Choon Ping (2023)

### Televisione
- New Tricks: Nuove tracce per vecchie volpi (New Tricks) - serie TV, episodio 2x7 (2005)
- The Catherine Tate Show - serie TV, episodio 3x6 (2006)
- Giri / Haji - Dovere / Vergogna (Girl/Haji) - serie TV, 4 episodi (2019)
- Dracula - serie TV, episodio 1x3 (2020)

## Teatro
- The Sound of Music, libretto di Howard Lindsay e Russel Crouse, colonna sonora di Richard Rodgers e Oscar Hammerstein II, regia di Jeremy Sams. London Palladium di Londra (2009)
- Everybody's Talking About Jamie, libretto di Tom MacRae, colonna sonora di Dan Gillespie Sells, regia di Jonathan Butterell. Crucible Theatre di Sheffield, Apollo Theatre di Londra (2017)
- Daddy: A Melodrama di Jeremy O. Harris, regia di Danya Taymor. Almeida Theatre di Londra (2022)
- Cabaret, libretto di Joe Masteroff e Fred Ebb, colonna sonora di John Kander, regia di Rebecca Frecknall. Kit Kat Club di Londra (2023)